# Municipio de Sandsville
El municipio de Sandsville (en inglés: Sandsville Township) es un municipio ubicado en el condado de Polk en el estado estadounidense de Minnesota. En el año 2010 tenía una población de 67 habitantes y una densidad poblacional de 0,96 personas por km².

## Geografía
El municipio de Sandsville se encuentra ubicado en las coordenadas 48°8′26″N 96°57′19″O / 48.14056, -96.95528. Según la Oficina del Censo de los Estados Unidos, el municipio tiene una superficie total de 70.09 km², de la cual 70,09 km² corresponden a tierra firme y (0 %) 0 km² es agua.

## Demografía
Según el censo de 2010, había 67 personas residiendo en el municipio de Sandsville. La densidad de población era de 0,96 hab./km². De los 67 habitantes, el municipio de Sandsville estaba compuesto por el 100 % blancos. Del total de la población el 7,46 % eran hispanos o latinos de cualquier raza.